# 나라셈도서관
나라셈도서관(-圖書館)은 통계청 및 기타 기관의 각종 통계 간행물을 열람 · 대출 · 검색할 수 있는 경인지방통계청 소속 통계 전문 도서관이다. 서울 강남구 언주로 721 (논현동) 서울세관 별관에 위치하고 있으며 2008년에 서울지방통계청에서 통계전문도서관 명칭을 공모해 '나라셈 도서관'이라는 명칭을 얻게 되었다.

## 기본 정보
- 이용시간: 월~금 오전 9시 ~ 오후 6시
- 위치: 서울 강남구 언주로 721 (논현동) 서울세관 별관 4층

## 같이 보기
- 대한민국 통계청
- 경인지방통계청